# كريستوفر بيفنز
كريستوفر بيفنز (Christopher Bevins) هو مؤدي أصوات أمريكي ولد في 31 أكتوبر 1973 في لوس أنجلوس، كاليفورنيا.

## أدواره في الأنمي

### مسلسلات أنمي تلفزيونية
- خيميائي الفولاذ FULLMETAL ALCHEMIST - ريدل، الفيرر كينغ برادلي (أيام الشباب)
- دي جرايمان - جوني جيل
- ناباري نو أو - شيرانوي
- باكانو! - نيكولاس واين
- ون بيس - لافيت
- سول إيتر - هولمز
- أوكيكو فوريكابوتيه - يوشيرو هامادا
- إينيشال دي - كينجي
- إينيشال دي Second Stage - كينجي
- إينيشال دي Fourth Stage - كينجي
- يو يو هاكوشو - شيشيواكامارو
- نادي مضيفي ثانوية أوران - أكيرا كوماتسوزاوا
- ويتشبليد - هيروكي سيغاوا
- Phantom 〜Requiem for the Phantom〜 - تورو شيغا
- روميو x جولييت - ميركيشيو
- ساموراي 7 - غوساكو
- إل كازادور - هاينز شنايدر
- جيغوكو شوجو - أكاموتو
- أكويريون - أبولو
- كوكب ملك الوحوش - رادا
- ساندز أوف ديستراكشن - رقم 28
- سنغوكو باسارا - أزاي ناغاماسا
- سبيد غرافر - ران يوريغاوكا
- كيرو - نيورورو
- كوراغيهيمي - هاناموري

### أنمي الإنترنت
- هيتاليا Axis Powers - اليابان

### أوفا أنمي
- نيموزين - تاموتسو ياناغيساوا

## أدواره في ألعاب الفيديو
- ستريت فايتر 4 - دالسيم
- سوبر ستريت فايتر 4 - دالسيم

## وصلات خارجية
- كريستوفر بيفنز على موقع IMDb (الإنجليزية)
- كريستوفر بيفنز على موقع ANN person (الإنجليزية)